# Nepremagljiva
Nepremagljiva (izvirno Niezwyciężony) je znanstveno fantastični roman poljskega pisatelja Stanisława Lema, napisan leta 1963 in izdan leto pozneje. Knjigo je v slovenščino prevedel Samo Savnik, izšla je v zbirki Žepna knjiga leta 1977 pri Tehniški založbi Slovenije.

## Poglavja
- Črni dež
- Sredi razvalin
- Kondor
- Prvi
- Oblak
- Laudova hipoteza
- Rohanova skupina
- Poraz
- Dolga noč
- Pogovor
- »Nepremagljivi«

## Vsebina
Nepremagljiva, vesoljska križarka drugega razreda, je pristala na planetu Regis III v ozvezdju Lire, da bi raziskala skrivnostno izginotje posadke medzvezdne ladje Kondorja. Pogrešano križarko so kmalu našli skoraj nepoškodovano, vendar je bila cela posadka mrtva. Vzroka za množično smrt ni bilo moč prepisovati zastrupitvi s plini v ozračju, saj je bilo le-to zelo podobno zemeljskemu. V ladijskem dnevniku so bile večkrat omenjene črne mušice.
Na planetu so raziskovalne skupine odkrile življenje v oceanu in tudi razvaline domnevnega mesta. Najbolj zanimivo je bilo odkritje, da imajo bitja organe, občutljive na elektromagnetno sevanje. V nenavadni nesreči je Kartlen sredi puščave izgubil spomin. Zdelo se je, da mu je nekdo iz možganov izbrisal vse, ker se je vanje zapisalo po rojstvu. Take nesreče so postale vsakdanja stalnica. Vsem pa je bilo skupno, da so izgubili spomin, ko jih je obkrožil roj mušic, vendar na njih biologi niso odkrili nič posebnega.
Po več mesecih raziskovanja in sestankih je dr. Lauda prvi povezal dogodke v hipotezo. Menil je, da so na planet iz ozvezdja Lire prišli avtomati, ki so se morali prilagajati razmeram, tako da so ustvarili drugačne avtomate, kar pomeni začetek evolucije mrtvih mehanskih naprav. Sčasoma so popolnoma izrinili vso favno in floro. Na planetu je primanjkovalo surovin za jedrsko energijo, s katero se avtomati napajajo. Nastala je huda energetska kriza in boj med skupinami manjših, mušicam podobnih in večjih, mislečih avtomatov. Slednji so bili energetsko potratni, zato so boj izgubili. Preživele posameznike so izolirali tako, da so jim preprečili komunikacijo prek radijskih valov s svojim močnim magnetnim delovanjem. Rojev ni bilo smiselno napadati, saj bi tako uničili cel planet ter ogrozili tudi sebe.
Rohana, ki je tudi glavni lik v knjigi, je astrogar Horpach imenoval za poveljnika samostojne skupine, ki je odšla raziskovat sotesko, »poraščeno s kovinskimi avtomati«. Ker je bila soteska na nekaterih mestih preozka, je moral izključiti silnično varstvo, s tem pa je mušicam omogočil napad. Ljudje iz skupine so začeli skakati in tekati na vse strani, kar je kazalo na izgubo spomina. Brez misli je čakal, da ga doleti enaka usoda, saj ničesar ni mogel storiti. Počasi so vrtinčasti roji mušic začenjali izginjati, Rohanu pa se ni nič zgodilo. Stekel je do zmedenih kolegov, ki ga niso prepoznali, obnašali pa so se kot dojenčki; odtod tudi razlog, zakaj je pomrla posadka Kondorja.
Po njegovem prihodu so usposobili najmočnejše orožje Nepremagljive, še ne poraženega gromozanskega avtomata Kiklopa. Po večurnem jedrskem boju je tudi ta izgubil spomin, z njim pa ni bilo mogoče vzpostaviti zveze in ga ponovno programirati. To je za posadko pomenilo veliko grožnjo; Kiklop ki je kot otrok taval po puščavi, bi jih lahko napadel. Sredi noči se je zgodilo ravno to, vendar so ga z metalcem vendarle pokončali.
Po daljšem pogovoru z astrogarjem je bil Rohana zadolžen za pregled soteske, v kateri se je odvijal boj; poleg njega pa so bili v njej še nekateri člani posadke. Rohan je temu nasprotoval, saj si je želel čim prej odpotovati s planeta. Ni mu preostalo nič drugega, kot da upošteva ukaz in gre. Po prevoženem 39. kilometru od načrtovanih 60 je moral Rohan nadaljevati peš. Kmalu je zagledal premikajočo piko, vendar ga je na poti zajel roj mušic. Obstal je in poskušal biti možgansko neaktiven. Vrtinec je odšel, Rohan se je zbal, da je po njem, a se je zasmejal misleč: »Mislim, torej sem«. Nadaljeval je pot in odkril, da je bila premikajoča pika, za katero je mislil, da je preživel človek, v resnici robot. Našel je štiri izmed devetih bivših kolegov. Zaloga kisika mu ni zadoščala, da bi nadaljeval iskanje. Tako ali tako pa je v sotesko prišel samo, da bi se prepričal. Med hitenjem nazaj je zaslišal bučanje oblakov mušic, vendar se jih ni več ustrašil. Rohanu je med tekom po puščavi zmanjkalo zaloge kisika. Masko si je moral sneti, tvegal je zastrupitev z metanom v ozračju. Izmučen zaradi dolge poti in velike količine metana v krvi je skoraj nezavedno stopil iz vozila, ki ga je malo prej našel v puščavi in odšel proti Nepremagljivi.

## Glavni literarni liki
- Rohan
- astrogar Horpach
- dr. Lauda

## Izdaje
| - prva izdaja v poljščini - MON,Warszawa 1964, 1965 - ponatisi v poljščini - Iskry, Warszawa 1982 - Interart, Warszawa 1995 - Nowa, Warszawa 1995 - Świat Książki, Warszawa 1997 |  | - prevodi v angleščino - Seabury Press, New York, 1973 - Ace Books, New York, 1973, 1975 - Seabury Press, 1973 - Seabury Press, 1976 - Penguin Books, 1976 - Penguin Books, 1982 |  | - prevod v slovenščino - Tehniška založba Slovenije, 1977 |